# Klaus von Klitzing
Klaus von Klitzing (ur. 28 czerwca 1943 w Środzie Wielkopolskiej) – niemiecki fizyk, laureat Nagrody Nobla w dziedzinie fizyki w roku 1985 za odkrycie kwantowego efektu Halla.
Studiował fizykę na Uniwersytecie Technicznym w Brunszwiku, obronił pracę doktorską i habilitował się na Uniwersytecie w Würzburgu. W latach 1980–1985 był profesorem na Uniwersytecie Technicznym w Monachium. Od roku 1985 jest dyrektorem i członkiem rady naukowej Instytutu Badań Ciała Stałego im. Maxa Plancka w Stuttgarcie.
Otrzymał liczne tytuły doktora honoris causa, jest też honorowym członkiem Deutsche Physikalische Gesellschaft. W 2019 został uhonorowany orderem Pour le Mérite.